# Fappening
A Fappening (az angol fap szleng kifejezés, a.m. maszturbálni, illetve a happening, azaz esemény szavak összetételéből) vagy Celebgate egy 2014-es (2014. augusztus 31.) botrány volt, melynek során közel 100 híresség, köztük A-listás színésznők kb. 500 magáncélú, azon belül is sok esetben meztelen vagy szexuális aktus közbeni fotóját hozta nyilvánosságra egy hacker bitcoinért cserébe, miután feltörte az iCloud nevű szolgáltatás felhőalapú privát szerverét.
A fotók az Imgur és a Reddit weboldalakon terjedtek el. Az érintettek között volt többek közt Jennifer Lawrence Oscar-díjas színésznő, Kate Upton és férje, Justin Verlander, Mary Elizabeth Winstead, Jessica Brown Findlay, Kaley Cuoco, Kirsten Dunst és Jill Scott, akik mindannyian elismerték a fényképek valódiságát. Jelentek meg fotók továbbá Ariana Grande-ról és Yvonne Strahovskiról, akik viszont tagadták a fényképek valódiságát. McKayla Maroney olimpiai ezüstérmes tornásznő először tagadta a fotók valódiságát, később azonban elismerte, továbbá hozzátette, hogy a képek készítése idején még kiskorú volt, ami felvetette a gyermekpornográfia eshetőségét is. Victoria Justice szintén tagadta a képek valódiságát, viszont jogi lépéseket tett az ügyben. A kevés férfi áldozat közé tartozott Nick Hogan realitysztár, aki azonban tagadta a fényképek valódi mivoltát.
Az ügyben öt embert ítéltek el, az első gyanúsított egy Emilio Herrera nevű férfi volt, akinek a gépén egy házkutatás során további nyolc áldozattal (Abigail Spencer, Christina Hendricks, Hope Solo, Jennette McCurdy, Olivia Wilde, Anna Kendrick, Emily Browning és Amber Heard) kapcsolatos anyagot találtak. Végül rajta kívül Ryan Collins, Edward Majerczyk, George Garofano és Christopher Brannan került elítélésre az ügy kapcsán.

## Fordítás
- Ez a szócikk részben vagy egészben  az   iCloud leaks of celebrity photos című angol Wikipédia-szócikk ezen változatának fordításán alapul.  Az eredeti cikk szerkesztőit annak laptörténete sorolja fel. Ez a jelzés csupán a megfogalmazás eredetét és a szerzői jogokat jelzi, nem szolgál a cikkben szereplő információk forrásmegjelöléseként.